# Stellatoma stellata
Stellatoma stellata is een slakkensoort uit de familie van de Mangeliidae. De wetenschappelijke naam van de soort is voor het eerst geldig gepubliceerd in 1872 door Stearns.